# Saint-Salvadour
Saint-Salvadour (Sent Salvador en occitan) est une commune française située dans le département de la Corrèze en région Nouvelle-Aquitaine.

## Géographie

### Localisation
Commune arrosée par le Rujoux, un petit affluent de la Vézère, et limitée à l'est par la Vimbelle, un affluent de la Corrèze.

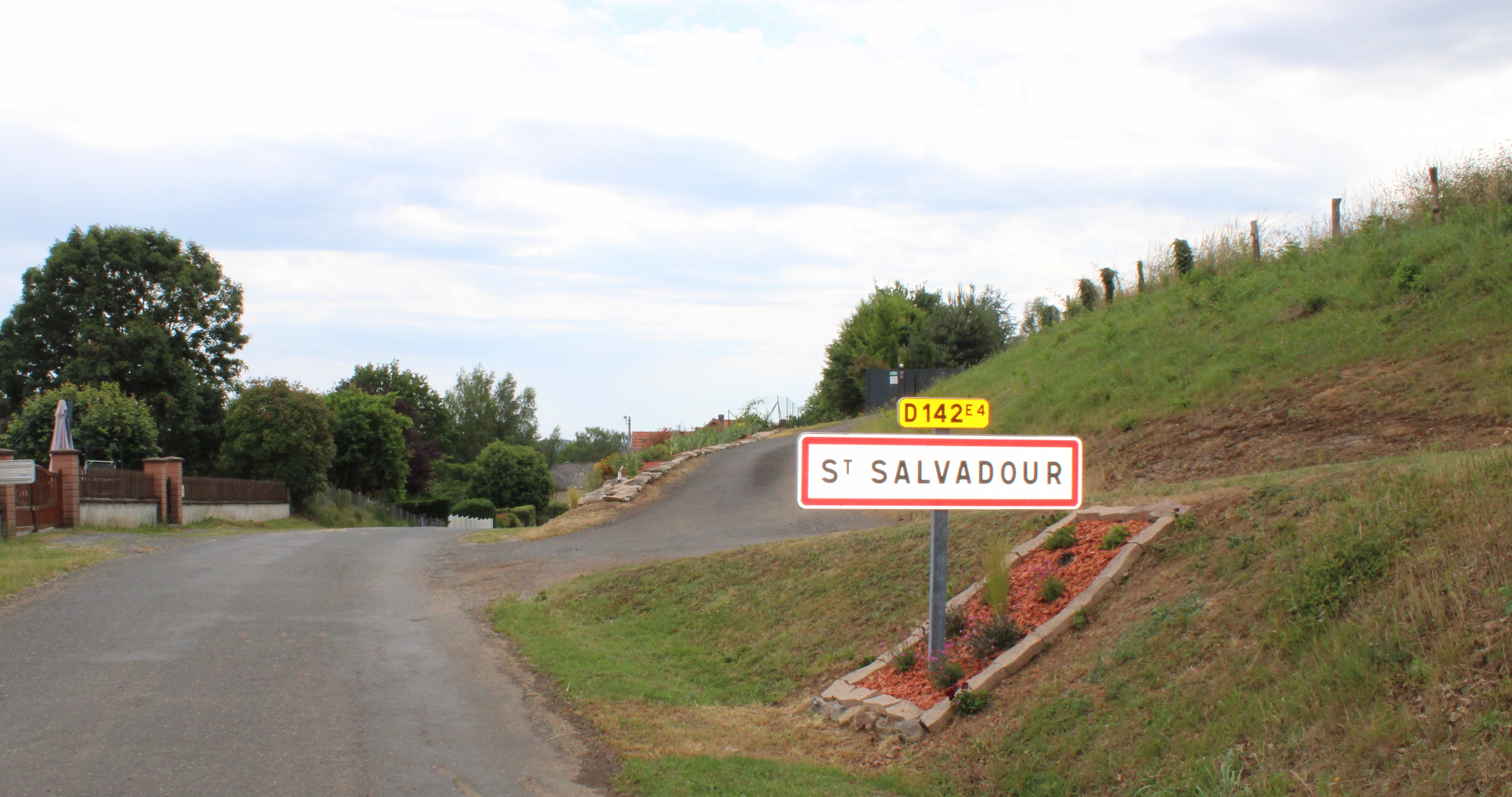
Entrée du village.

### Climat
Pour des articles plus généraux, voir Climat de la Nouvelle-Aquitaine et Climat de la Corrèze.
Historiquement, la commune est exposée à un climat montagnard.  
En 2020, Météo-France publie une typologie des climats de la France métropolitaine dans laquelle la commune est exposée à un climat de montagne et est dans la région climatique  Ouest et nord-ouest du Massif Central, caractérisée par une pluviométrie annuelle de 900 à 1 500 mm, maximale en automne et en hiver.
Pour la période 1971-2000, la température annuelle moyenne est de 10,9 °C, avec  une amplitude thermique annuelle de 14,8 °C. Le cumul annuel moyen de précipitations est de 1 327 mm, avec 13,6 jours de précipitations en janvier et 8,1 jours en juillet. Pour la période 1991-2020, la température moyenne annuelle observée sur la station météorologique la plus proche, située sur la commune de Tulle à 14 km à vol d'oiseau, est de 12,1 °C et le cumul annuel moyen de précipitations est de 1 236,1 mm,. Pour l'avenir, les paramètres climatiques de la commune estimés pour 2050 selon différents scénarios d’émission de gaz à effet de serre sont consultables sur un site dédié publié par Météo-France en novembre 2022.

## Urbanisme

### Typologie
Au 1er janvier 2024, Saint-Salvadour est catégorisée commune rurale à habitat très dispersé, selon la nouvelle grille communale de densité à 7 niveaux définie par l'Insee en 2022.
Elle est située hors unité urbaine. Par ailleurs la commune fait partie de l'aire d'attraction de Tulle, dont elle est une commune de la couronne,. Cette aire, qui regroupe 43 communes, est catégorisée dans les aires de moins de 50 000 habitants,.

### Occupation des sols
L'occupation des sols de la commune, telle qu'elle ressort de la base de données européenne d’occupation biophysique des sols Corine Land Cover (CLC), est marquée par l'importance des territoires agricoles (59,4 % en 2018), une proportion sensiblement équivalente à celle de 1990 (59,2 %). La répartition détaillée en 2018 est la suivante : 
forêts (39,3 %), zones agricoles hétérogènes (33,8 %), prairies (25,6 %), zones urbanisées (1,3 %).
L'évolution de l’occupation des sols de la commune et de ses infrastructures peut être observée sur les différentes représentations cartographiques du territoire : la carte de Cassini (XVIIIe siècle), la carte d'état-major (1820-1866) et les cartes ou photos aériennes de l'IGN pour la période actuelle (1950 à aujourd'hui).

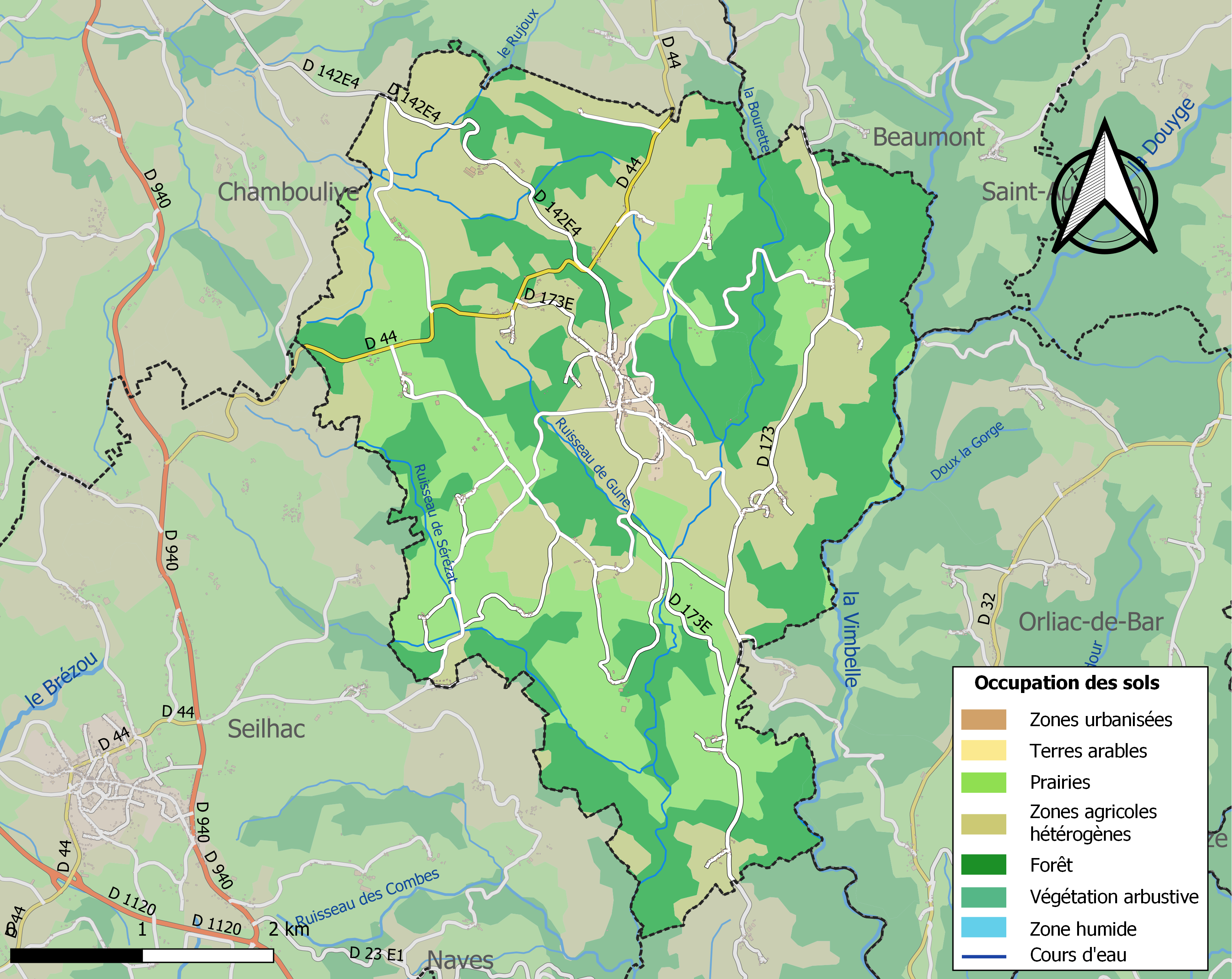
Carte des infrastructures et de l'occupation des sols de la commune en 2018 (CLC).

### Risques majeurs
Le territoire de la commune de Saint-Salvadour est vulnérable à différents aléas naturels : météorologiques (tempête, orage, neige, grand froid, canicule ou sécheresse), feux de forêts et séisme (sismicité très faible). Il est également exposé à un risque particulier : le risque de radon. Un site publié par le BRGM permet d'évaluer simplement et rapidement les risques d'un bien localisé soit par son adresse soit par le numéro de sa parcelle.

#### Risques naturels

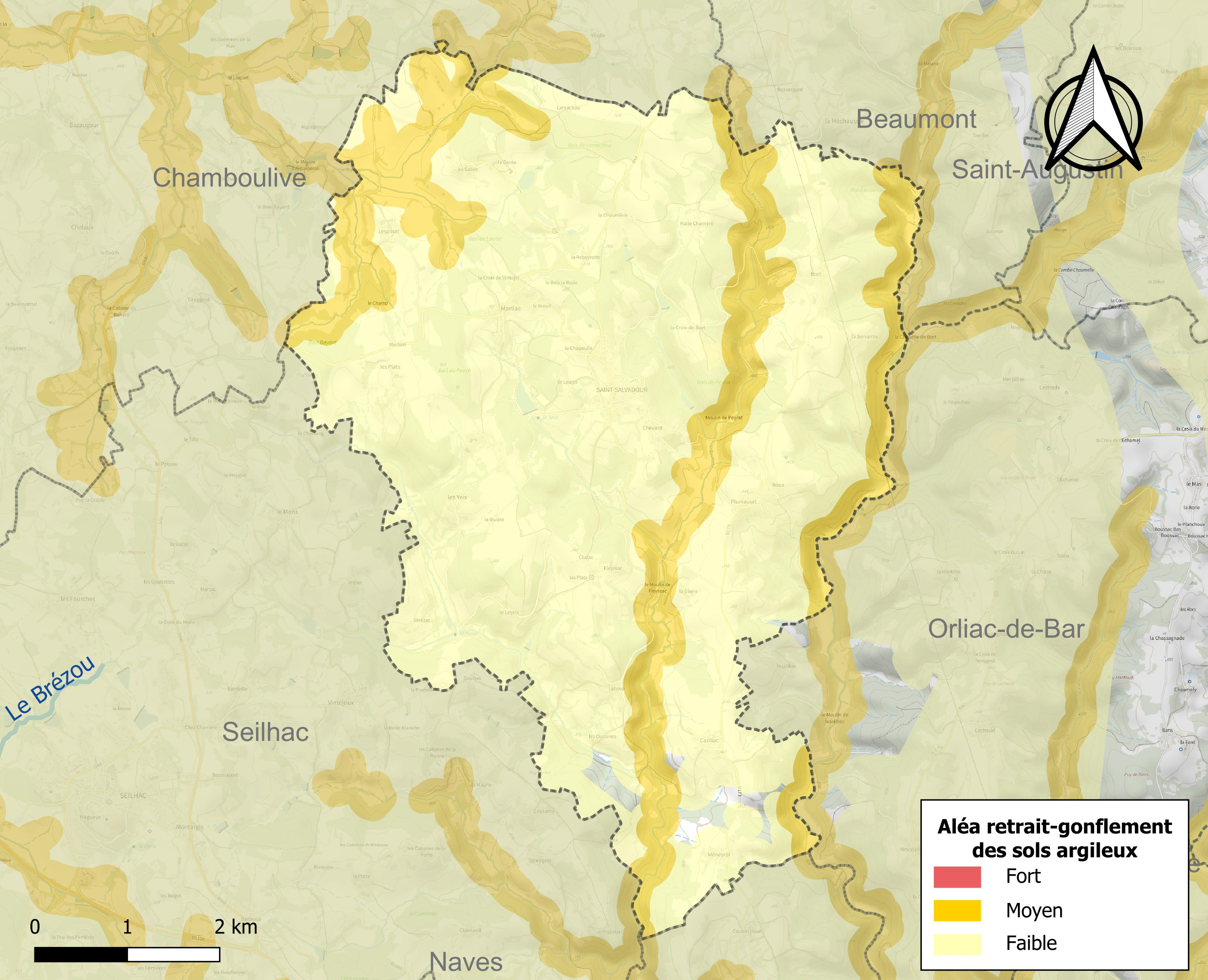
Carte des zones d'aléa retrait-gonflement des sols argileux de Saint-Salvadour.

Le retrait-gonflement des sols argileux est susceptible d'engendrer des dommages importants aux bâtiments en cas d’alternance de périodes de sécheresse et de pluie. 21,4 % de la superficie communale est en aléa moyen ou fort (26,8 % au niveau départemental et 48,5 % au niveau national). Sur les 257 bâtiments dénombrés sur la commune en 2019, trois sont en aléa moyen ou fort, soit 1 %, à comparer aux 36 % au niveau départemental et 54 % au niveau national. Une cartographie de l'exposition du territoire national au retrait gonflement des sols argileux est disponible sur le site du BRGM,.
Concernant les feux de forêt, aucun plan de prévention des risques incendie de forêt (PPRIF) n’a été établi en Corrèze, néanmoins le code de l’urbanisme impose la prise en compte des risques dans les documents d’urbanisme. Le périmètre des servitudes d'utilité publique et des zones d'obligation légale de débroussaillement pour les particuliers est quant à lui défini pour la commune dans une carte dédiée. 

#### Risque particulier
Dans plusieurs parties du territoire national, le radon, accumulé dans certains logements ou autres locaux, peut constituer une source significative d’exposition de la population aux rayonnements ionisants. Certaines communes du département sont concernées par le risque radon à un niveau plus ou moins élevé. Selon la classification de 2018, la commune de Saint-Salvadour est classée en zone 2, à savoir zone à potentiel radon faible mais sur lesquelles des facteurs géologiques particuliers peuvent faciliter le transfert du radon vers les bâtiments. 

## Toponymie
Le nom de la commune est issu du latin San Salvator désignant Jésus de Nazareth, au cas régime.

## Histoire
Un arpentement est fait en 1689 par Dumond arpenteur, pour le compte du seigneur prévôt, Messire de Beaumont.
Sous la Révolution française, pour suivre un décret anti-chrétiende la Convention, la commune change de nom pour Salvador.

## Politique et administration

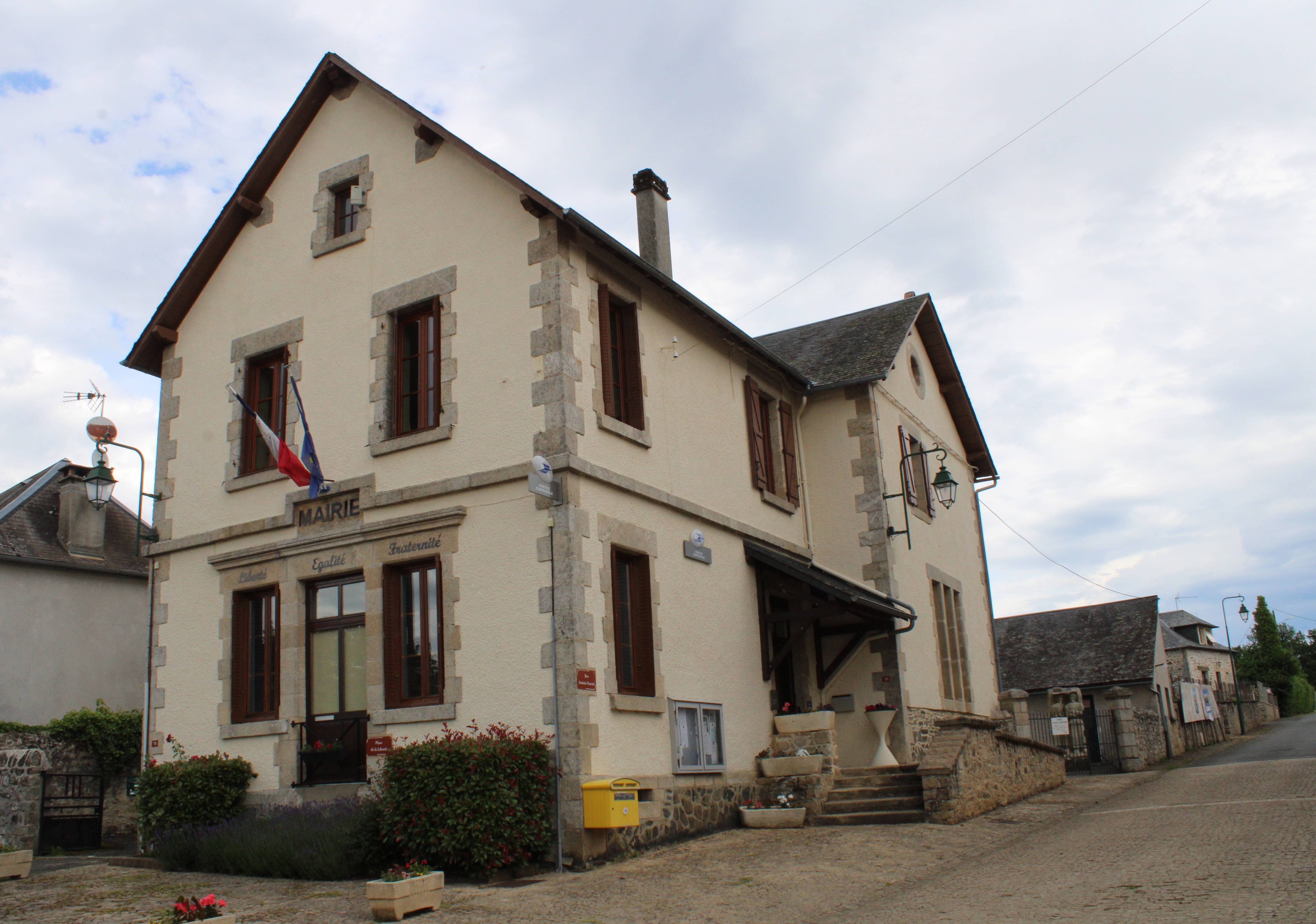
La mairie.

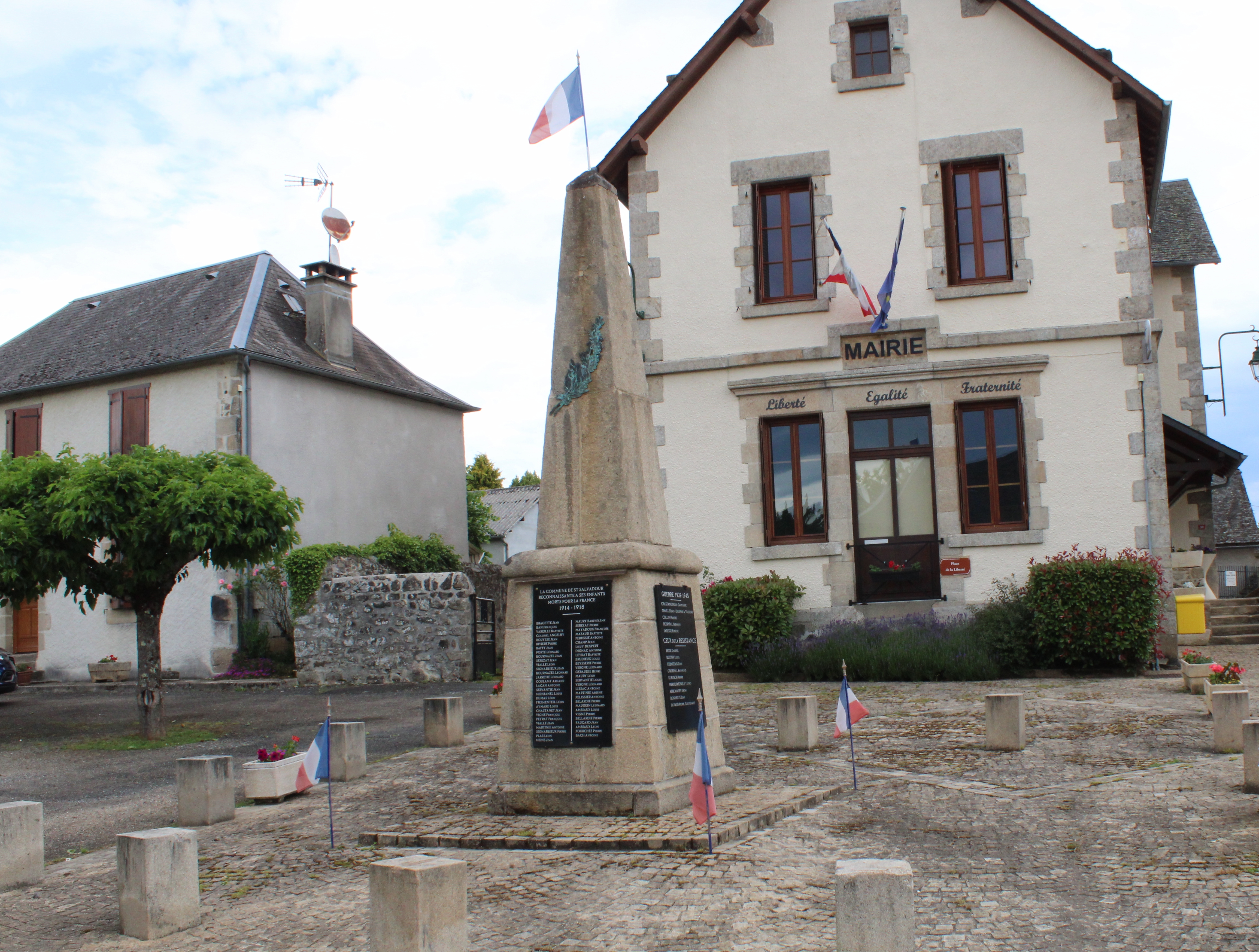
Le monument aux morts.

| Période   | Période  | Identité          | Étiquette | Qualité                    |
| --------- | -------- | ----------------- | --------- | -------------------------- |
| mars 2001 | mai 2020 | Pierre Rivière    |           | Retraité                   |
| mai 2020  | En cours | Pierre-Marie Capy |           | Retraité de l'enseignement |

## Démographie
L'évolution du nombre d'habitants est connue à travers les recensements de la population effectués dans la commune depuis 1793. Pour les communes de moins de 10 000 habitants, une enquête de recensement portant sur toute la population est réalisée tous les cinq ans, les populations de référence des années intermédiaires étant quant à elles estimées par interpolation ou extrapolation. Pour la commune, le premier recensement exhaustif entrant dans le cadre du nouveau dispositif a été réalisé en 2007.

En 2022, la commune comptait 317 habitants, en évolution de +2,26 % par rapport à 2016 (Corrèze : −0,59 %, France hors Mayotte : +2,11 %).
| 1793  | 1800  | 1806 | 1821  | 1831  | 1836  | 1841  | 1846  | 1851  |
| ----- | ----- | ---- | ----- | ----- | ----- | ----- | ----- | ----- |
| 1 380 | 1 141 | 912  | 1 162 | 1 182 | 1 152 | 1 168 | 1 200 | 1 140 |

| 1856  | 1861  | 1866  | 1872  | 1876  | 1881  | 1886  | 1891  | 1896  |
| ----- | ----- | ----- | ----- | ----- | ----- | ----- | ----- | ----- |
| 1 166 | 1 142 | 1 110 | 1 057 | 1 092 | 1 083 | 1 159 | 1 143 | 1 161 |

| 1901  | 1906  | 1911  | 1921 | 1926 | 1931 | 1936 | 1946 | 1954 |
| ----- | ----- | ----- | ---- | ---- | ---- | ---- | ---- | ---- |
| 1 133 | 1 121 | 1 057 | 931  | 855  | 786  | 735  | 640  | 568  |

| 1962 | 1968 | 1975 | 1982 | 1990 | 1999 | 2006 | 2007 | 2012 |
| ---- | ---- | ---- | ---- | ---- | ---- | ---- | ---- | ---- |
| 510  | 442  | 356  | 344  | 292  | 294  | 291  | 291  | 311  |

| 2017 | 2022 | - | - | - | - | - | - | - |
| ---- | ---- | - | - | - | - | - | - | - |
| 300  | 317  | - | - | - | - | - | - | - |

## Lieux et monuments
- Musée et tombeau d'Antoine Paucard.

Dans ce musée, aménagé à côté de la mairie, dont l'éntrée est libre et gratuite, sont exposées de nombreuses sculptures de l'artiste. Sur la porte est écrit: Entrée Comme chez vous. Une remarque cependant, fermez le quidou en sortant.. Signé Antoine Paucard.

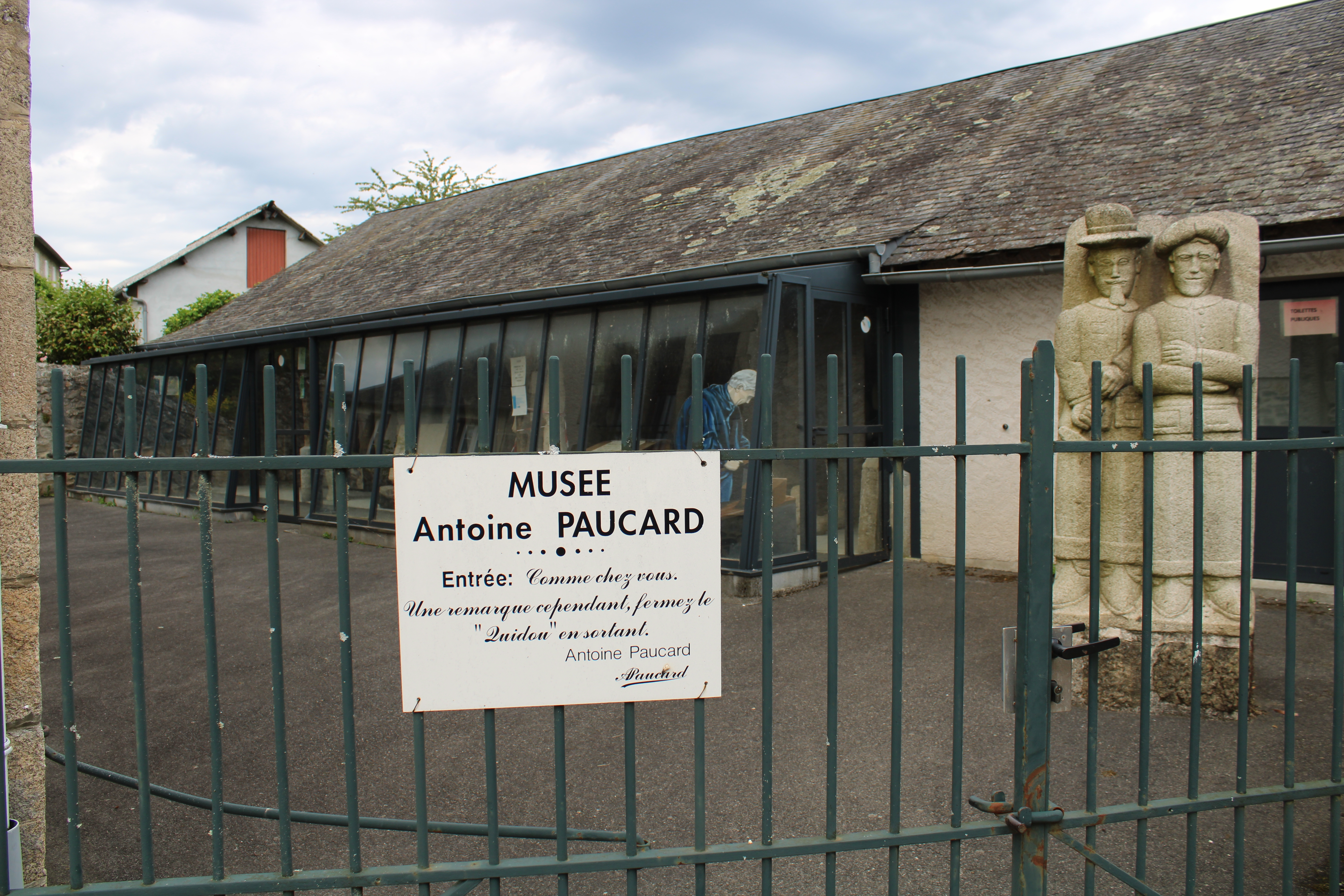
Le musée Antoine Paucard.

. Le tombeau de Sédullos, duc et prince gaulois des Lémovices qui tentât de libérer le Siège d'Alésia avec 10 000 cavaliers lémovices se trouve sur la commune route Sédullix. 
- Église Saint-Sauveur de Saint-Salvadour, des XVe XVIIe et XIXe siècles, classée Monument historique en 1993[24].

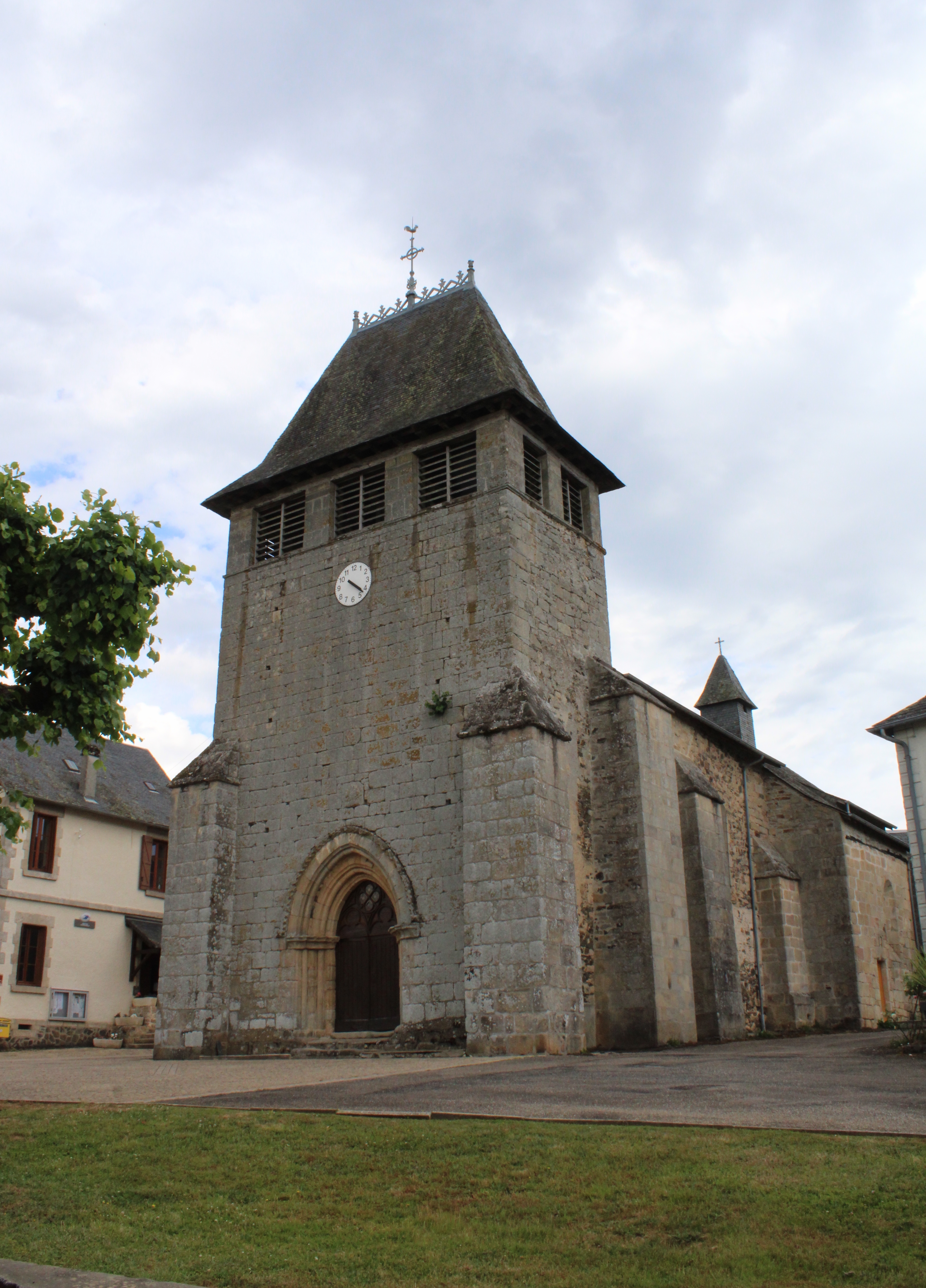
L'église Saint-Sauveur.
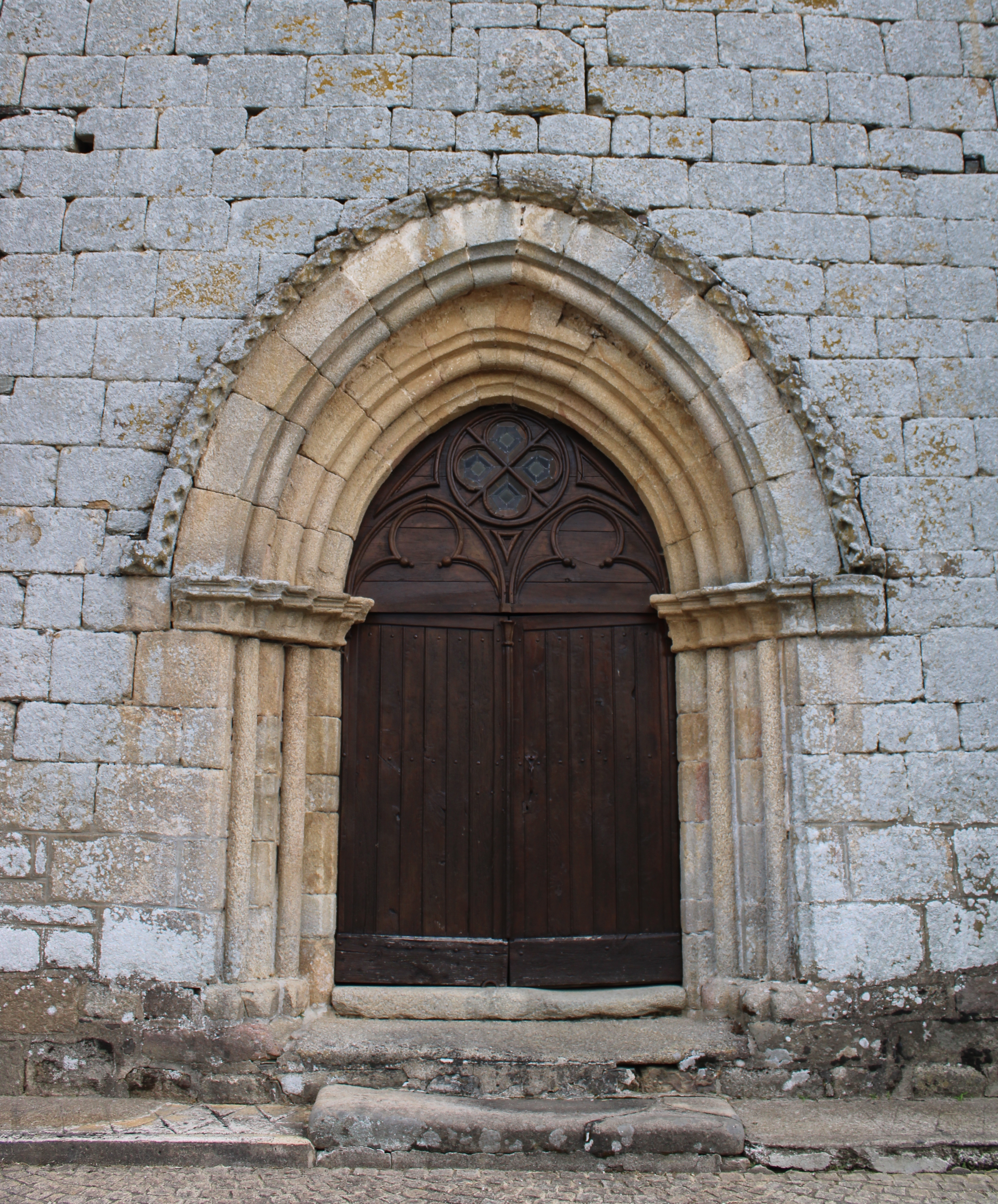
Le porche de style gothique.
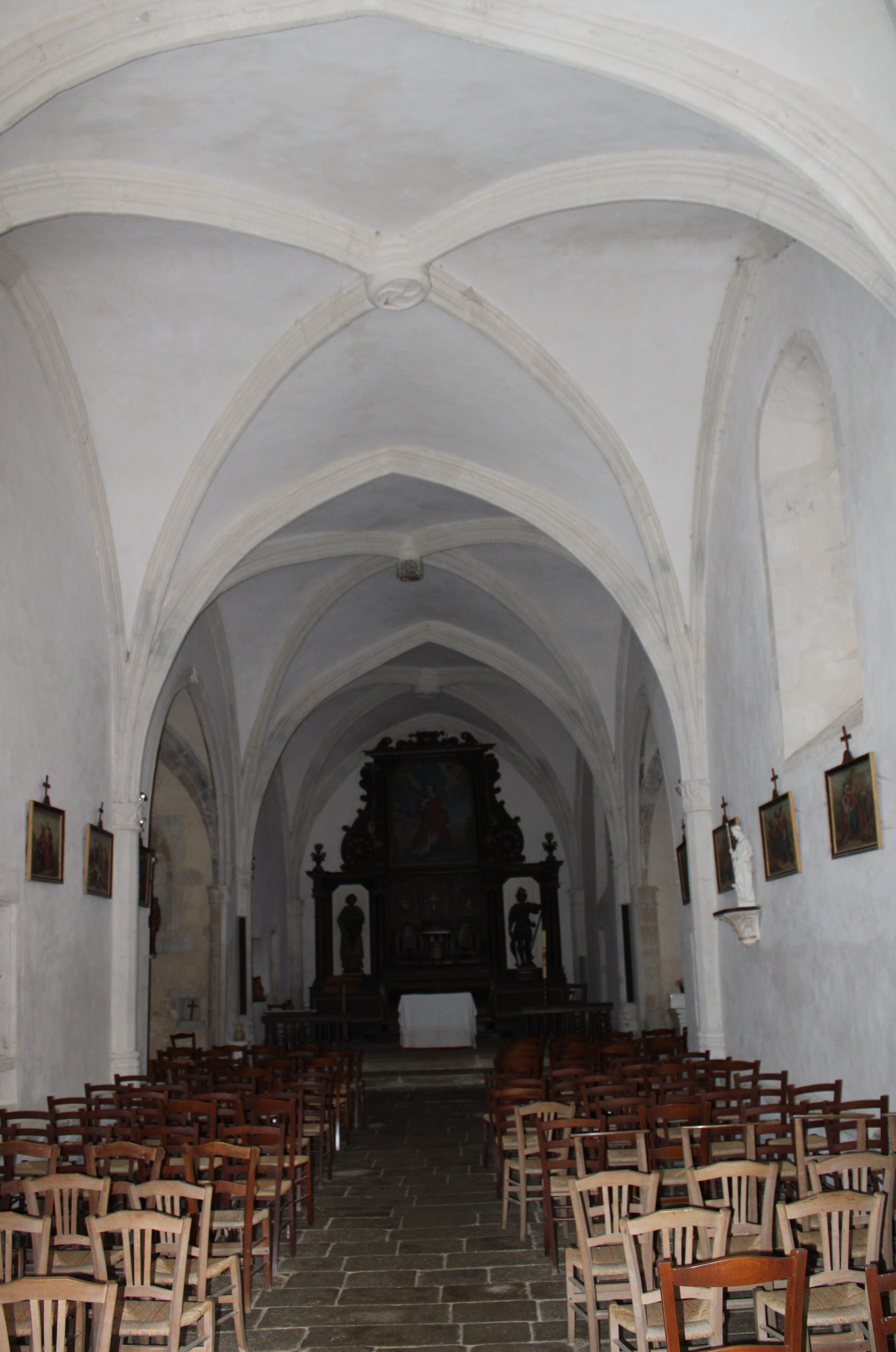
Le nef.
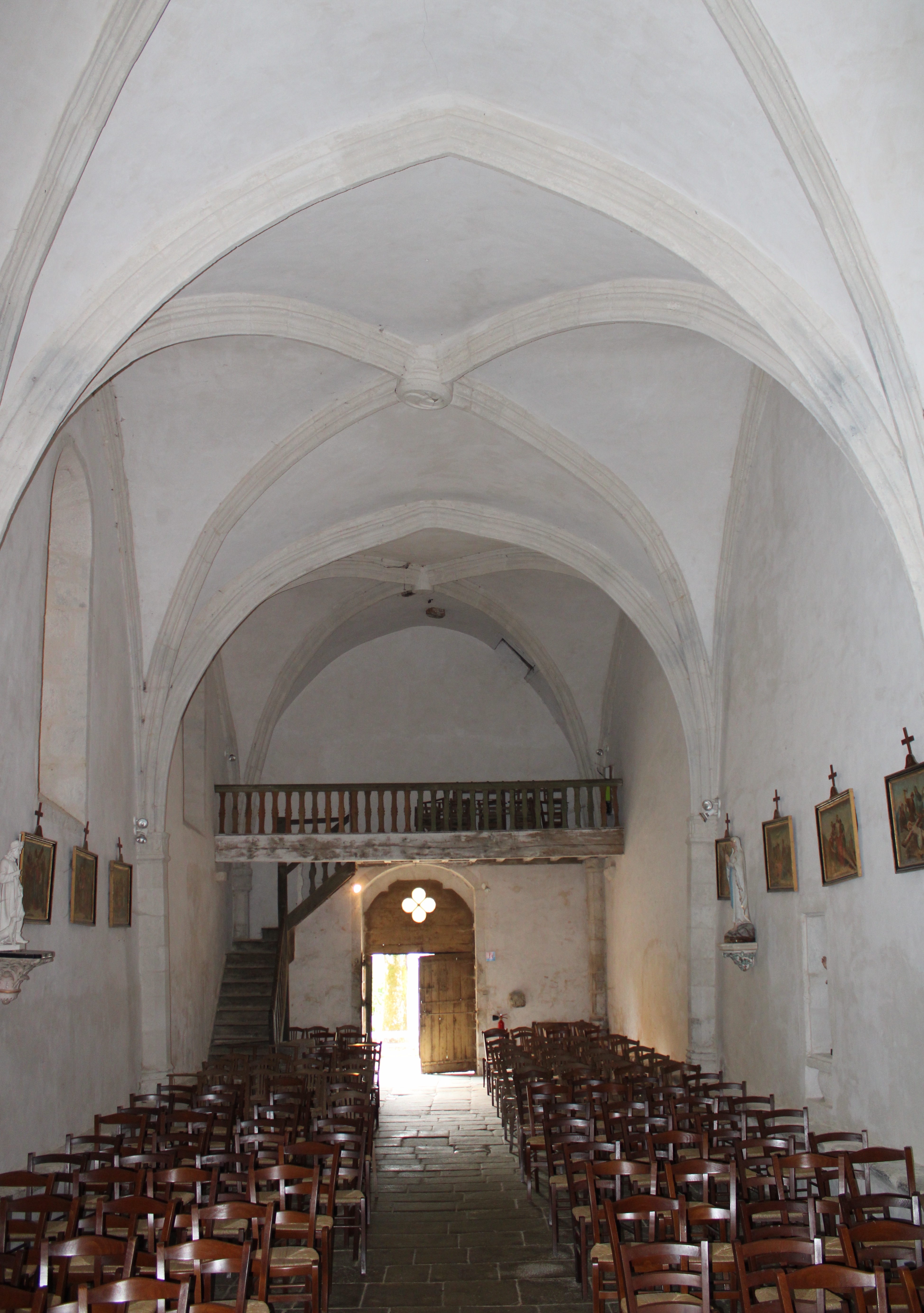
La nef côté porche.
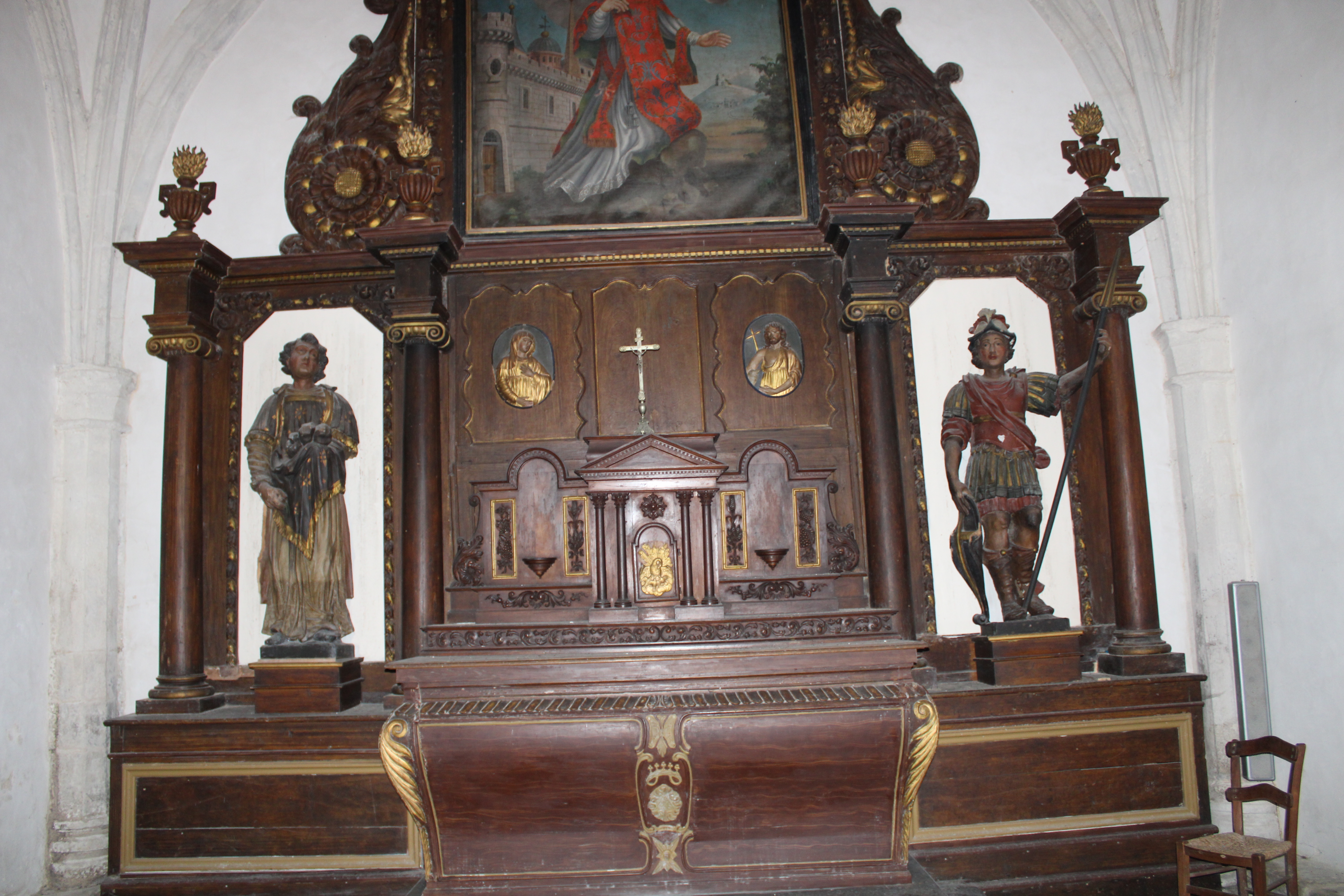
Détail de l'autel en bois sculpté.
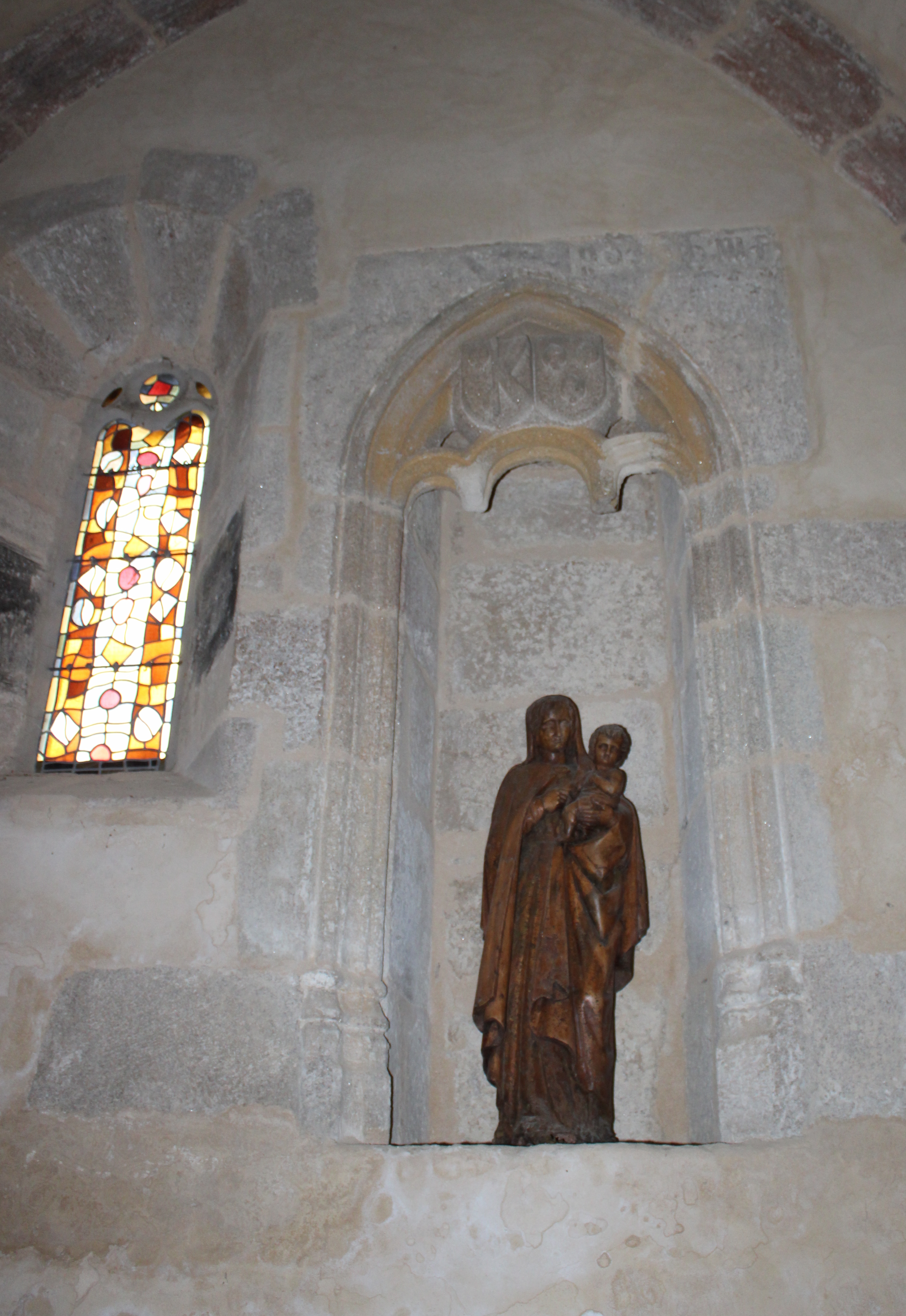
Vierge à l'enfant en bois.

## Personnalités liées à la commune
- Marie Brudieux (1901-2015), épouse Linguien, doyenne des Français de 2013 à 2015, y est née.
- Le groupe de musique occitane San Salvador, qui en tire son nom, en est originaire.

## Héraldique
| Blason de Saint-Salvadour | Blason  | De gueules à la tour d'or maçonnée de sable, au franc-canton d'or à deux lions léopardés de gueules l'un sous l'autre. |
| Blason de Saint-Salvadour | Détails | Le statut officiel du blason reste à déterminer.                                                                       |